# Hockeria sativa
Hockeria sativa är en stekelart som först beskrevs av Husain och Agarwal 1982.  Hockeria sativa ingår i släktet Hockeria och familjen bredlårsteklar. Inga underarter finns listade i Catalogue of Life.